# Фоксгол
Фоксгол (нід. Foxhol) — село в нідерландській провінції Гронінген. Входить до муніципалітету Мідден-Гронінген. Один з індустріальних центрів регіону.
Його площа становить 1,73км², а населення станом на 2021 рік складало 970 осіб.

## Галерея

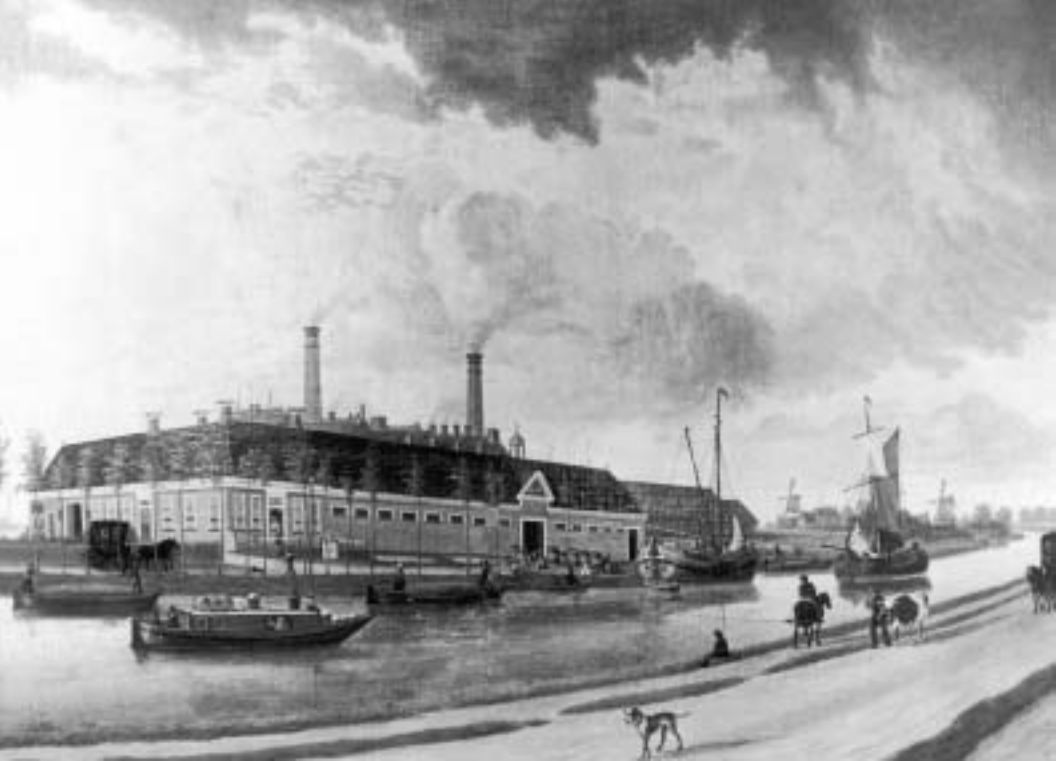
Фабрика у Фоксголі (1868)
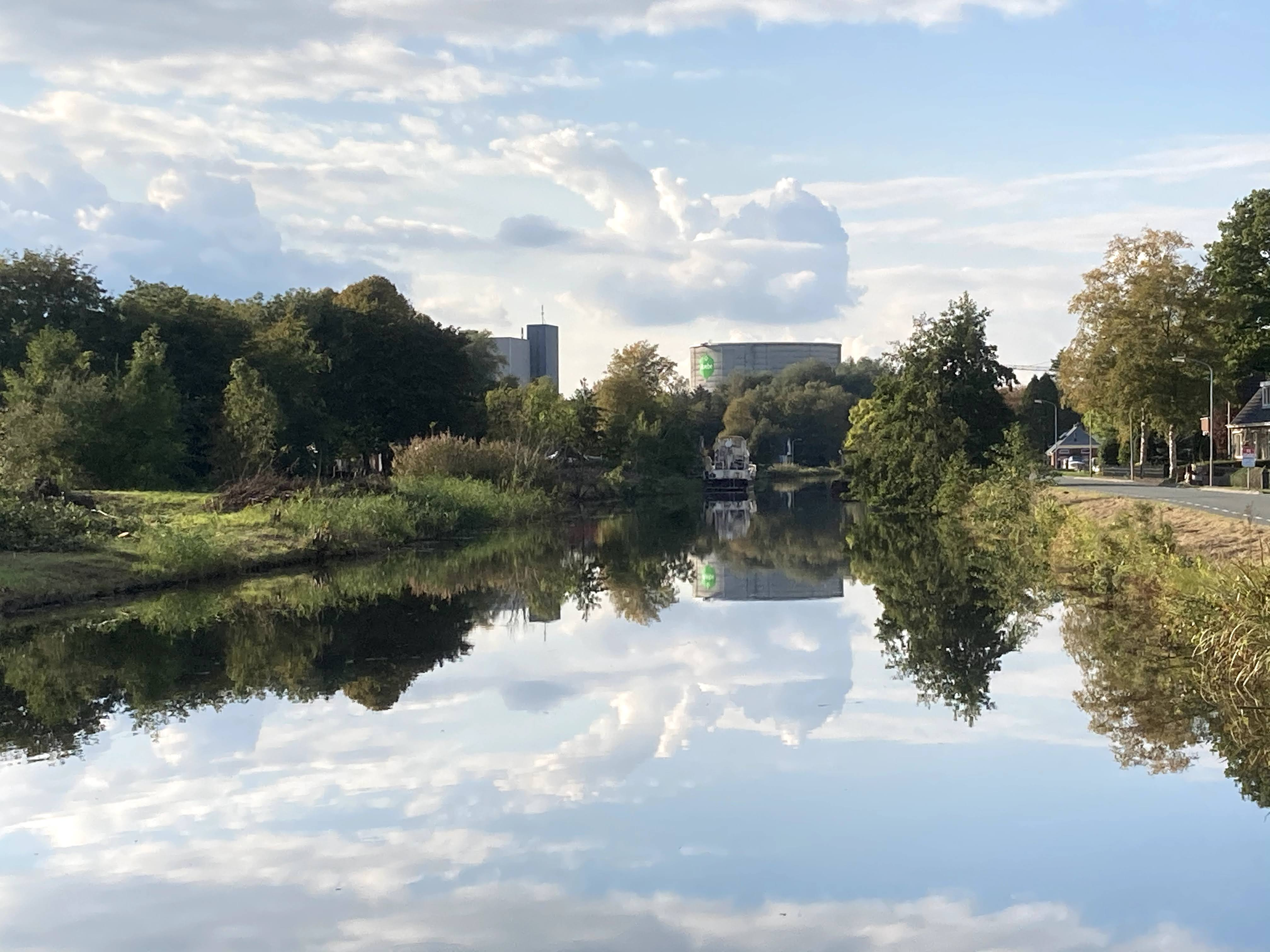
Індустріальна забудова села